# Smiela schneideri
Smiela schneideri är en insektsart. Smiela schneideri ingår i släktet Smiela och familjen långrörsbladlöss.

## Underarter
Arten delas in i följande underarter:
- S. s. schneideri
- S. s. alyssi